# 吸血新世紀4：破曉傳奇下集
《吸血新世紀4：破曉傳奇下集》（英語：The Twilight Saga: Breaking Dawn – Part 2）是2012年的一部美國愛情奇幻電影，由比爾·康頓執導，改編自史蒂芬妮·梅爾的同名小說。該小說改編的電影分為上下集，是《吸血新世紀系列》的第五部，也是最後一部電影，其上集是《吸血新世紀4：破曉傳奇上集》。電影的三位主角：姬絲汀·史超域、羅拔·柏迪臣和泰勒·洛納延續他們的角色，而麥姬絲·霍兒將飾演貝拉與愛德華的女兒雲妮絲美，其他演員有比利·伯克、彼得·費辛利、伊莉莎白·瑞瑟、凱蘭·魯茲、妮琪·利德、傑克遜·拉斯波恩、艾希莉·葛林、米高·辛和狄高達·芬寧。
《破曉傳奇下集》於2012年11月16日上映，電影儘管獲得褒貶不一的評價，但仍取得票房上的成功，全球電影票房收入接近$8.3億美元，對比其製作預算的$1.36億美元，成為2012年最高票房的第六位，同時成為《吸血新世紀系列》中最賣座的電影。

## 劇情
剛誕下孩子的貝拉從人類至吸血鬼的轉變中甦醒，感受著她的新生吸血鬼的異能後，隨即就與愛德華·庫倫跟二人的女兒芮妮思蜜（Renesmee）見面。庫倫家族成員及雅各都聚在一起，貝拉得知雅各與芮妮思蜜「命定」後狂怒，直至雅各解釋「命定」原由才得以平息。同時，貝拉的父親查理一直試圖與庫倫家族聯絡，以了解女兒最近的健康狀況。卡萊爾開始認為他們必須離開福克斯以保護他們的身份存在。雅各因不希望庫倫家族離開，他探望查理時並告知貝拉還健在，在其面前變身為狼。查理到庫倫家探望貝拉，愛德華抱出芮妮思蜜與查理見面，愛德華聲稱她是姪女，現由貝拉與愛德華領養。查理了解原由後，庫倫一家便安心繼續留在福克斯生活。
在芮妮思蜜出生後幾個月，卡萊爾一直監測著她的快速生長。在樹林裡的一次郊遊中，伊琳娜從遠處看見了芮妮思蜜，不問因由便認為她是「不朽孩童」。「不朽孩童」是指那些幼童時期轉化成吸血鬼，吸血鬼孩童無法被訓練和約束吸血慾望，甚至摧毀整個村莊，暴露吸血鬼存在。所以，需將不朽之子處決，連同創造他們的父母也會被處決，並禁止出現此類兒童。伊琳娜到伏圖里家族那裡報告她所見的事。愛莉絲在預視中看見伏圖里家族和伊琳娜正前來殺掉庫倫家族的他們，並指示眾人必須盡可能聚集證人，來證明芮妮思蜜並非造成威脅「不朽孩童」。庫倫家族的人開始召集證人，例如是他們的表親—迪納利家族。迪納利家族的其中一名成員以利亞撒（Eleazar）後來發現貝拉擁有異能，那是能夠保護她的強大心理防護盾，即使她是人類的時候也能保護她免被愛德華讀心，同時她也被教導如何把她的異能擴展至保護其他人免被吸血鬼力量影響。由於庫倫家族的一些可能證人被攻擊以致無法支持他們，卡萊爾和愛德華意識到他們可能必須與伏圖里家族一戰。他們的證人最終也同意在戰鬥中跟他們站在同一陣線，眾人意識到伏圖里家族透過虛假地指控一眾家族的犯罪行為而摧毀他們，然後用禮物招募吸血鬼。伏圖里家族的厄洛領導著吸血鬼們到備戰，但他渴望著庫倫家族有著天賦的眾成員能夠作為其手下護衛的一部分。厄洛獲許觸摸芮妮思蜜，並確信她並非有不朽孩童。由於伊琳娜通報假消息，她被押下及為她的錯誤負上全部責任而立即被處死。厄洛仍然堅稱芮妮思蜜於將來可能會帶來威脅，他主張必須進行戰鬥。在發生任何暴力之前，愛莉絲跟厄洛分享了她對於即將發生的戰鬥的預視，雙方都在這場戰鬥中會造成多名成員的傷亡，當中包括也會身亡的厄洛。厄洛相信愛莉絲的預視並給她與賈斯珀一個機會展示他們的證人納韋爾（他跟芮妮思蜜一樣是人類與吸血鬼的混血兒）。納韋爾證明自己非威脅也存在多年，支持著芮妮思蜜也不會構成威脅的觀點。伏圖里家族宣佈今日無戰爭並離開。
回到庫倫家族的大宅中，愛莉絲預視了未來，看見愛德華與貝拉，以及雅各和完全長大的芮妮思蜜在一起。愛德華讀到愛莉絲的想法，對芮妮思蜜有雅各在身邊保護她而感到放心。愛德華與貝拉獨自在草地上，她把她的心理防護盾推開，終於讓愛德華能閱讀她的思想，並向他展示二人的每一刻，二人吻過後，貝拉告訴愛德華：「沒有人能像我愛你一樣愛過任何人」，愛德華和貝拉說他們會永遠彼此相愛，永遠在一起。

## 演員
- 姬絲汀·史超域 飾 貝拉·史旺（女主角）
- 羅拔·柏迪臣 飾 愛德華·庫倫（男主角）
- 泰勒·洛納 飾 雅各·布萊克（英语：Jacob Black） (第二男主角)
- 麥姬絲·霍兒 飾 芮妮思蜜·庫倫（英语：Renesmee Cullen）
- 彼得·費辛利 飾 卡萊爾·庫倫
- 伊莉莎白.瑞瑟（英语：Elizabeth Reaser） 飾 艾思蜜·庫倫
- 基倫·路斯 飾 艾密特·庫倫
- 妮琪·利德 飾 羅絲莉·海爾
- 艾希莉·葛林 飾 愛莉絲·庫倫
- 傑克遜·拉斯波恩 飾 賈斯柏·海爾
- 比利·伯克 飾 查理·史旺
- 莎拉·克拉克（英语：Sarah Clarke） 飾 芮妮·道爾
- 米高·辛 飾 阿羅（Aro）
- 占美·金寶·鮑華 飾 凱薩（Caius）
- 基斯杜化·海爾達爾（英语：Christopher Heyerdahl） 飾 馬庫斯（Marcus）
- 狄高達·芬寧 飾 珍（Jane）
- 卡梅隆·布萊特 飾 阿歷（Alec）
- 查理·布雷（英语：Charlie Bewley） 飾 狄米崔（Demetri）
- 丹尼爾·寇德摩爾 飾 菲力斯（Felix）
- 查斯克·史賓沙（英语：Chaske Spencer） 飾 山姆·烏利（Sam Uley）
- 吉爾·伯明翰（英语：Gil Birmingham） 飾 比利·布萊克（Billy Black）
- 茱莉亞·鍾斯（英语：Julia Jones）飾 利亞·克利爾沃特（Leah Clearwater）
- 布布·史超域（英语：Booboo Stewart） 飾 塞思·克利爾沃特（Seth Clearwater）
- 奧斯汀·諾蒂（Austin Naulty）飾 狼族成員
- 奇奧瓦·戈登（英语：Kiowa Gordon） 飾 恩布里·裘利（Embry Call）
- 布朗森·佩爾提埃 飾 賈里德（Jared）
- 邁安娜·布寧（英语：MyAnna Buring） 飾 譚雅（Tanya）
- 瑪姬·格蕾斯 飾 艾琳娜（Irina）
- 美雅·麥哲圖（英语：Mía Maestro） 飾 嘉雯（Carmen）
- 克里斯蒂安·卡瑪戈（英语：Christian Camargo） 飾 以利亞撒（Eleazar）
- 諾爾·費雪 飾 弗拉基米爾（Vladimir）
- 茱迪·謝科尼（英语：Judi Shekoni） 飾 莎芬娜（Zafrina）
- 翠絲·哈金斯（Tracey Heggins）飾 塞娜（Senna）
- 雷米·馬利克 飾 班傑明（Benjamin）
- 李·佩斯 飾 加勒特（Garrett）
- 喬·安德森（英语：Joe Anderson） 飾 阿利斯泰爾（Alistair）
- J·D·帕爾多 飾 納韋爾（Nahuel）
- 古里·溫伯格（Guri Weinberg） 飾 斯特凡（Stefan）
- 安琪拉·沙拉菲安（英语：Angela Sarafyan） 飾 蒂婭（Tia）
- 奧爾多·昆蒂諾（Aldo Quintino） 飾 阿馬遜吸血鬼
- 亞歷克斯·梅拉茲 飾 保羅（Paul）
- 拉蒂夫·克勞德·多斯·桑托斯（英语：Lateef Crowder dos Santos） 飾 聖提瓦哥（Santiago）
- 安德里亞·鮑威爾（Andrea Powell） 飾 薩沙（Sasha）
- 唐妮·塔克斯（英语：Toni Trucks） 飾 瑪莉（Mary）
- 安德里亞·加布里埃爾（英语：Andrea Gabriel） 飾 凱比（Kebi）
- 奧馬爾·梅特瓦利（英语：Omar Metwally） 飾 阿蒙（Amun）
- 瓦洛里·加里（Valorie Curry） 飾 夏洛特（Charlotte）
- 瑪蘭·巴恩斯（Marlane Barnes） 飾 瑪姬（Maggie）
- 埃里克·奧多姆（Erik Odom）飾 彼得（Peter）
- 麗莎·霍華德（Lisa Howard）飾 西奧布漢（Siobhan）
- 比爾·坦格拉迪（Bill Tangradi）飾 蘭德爾（Randall）
- 帕特里克·布倫南（Patrick Brennan）飾 利亞姆（Liam）
- 阿馬度·利（英语：Amadou Ly） 飾 亨利（Henri）
- 珍妮爾·弗洛里希（Janelle Froehlich）飾 伊維特（Yvette）
- 小坂雅美（Masami Kosaka）飾 俊四郎（Toshiro）
- 瑪麗莎·奎因（英语：Marisa Quinn） 飾 慧倫（Huilen）

該系列的前幾部電影中的詹姆斯（金·傑安特 飾）、維多利亞（分別由雷切爾·勒菲弗及拜絲·黛麗·侯活 飾）、洛朗（艾迪·蓋西吉 飾）、布莉·坦納（喬黛爾·弗蘭 飾），以及之前同系列作品中的其他演員都在電影結尾時客串出現。

## 製作

### 發展
在確認上集電影後，頂峰娛樂注意他們下集的第5齣電影。
2010年5月，彼得·費辛利及比利·伯克落實拍攝兩輯《破曉》的時候，其他的演員如艾希莉·葛林和凱蘭·魯茲仍在商討拍攝下集的階段中。如果演員們無法在正式發布之前達成協議，電影工作室也不會介意為他們的角色重新選角，就如《暮光之城：蝕》中的維多利亞一角那樣。然而於2010年6月，頂峰娛樂正式落實第四部小說將分拆為上下集兩部分電影開拍，並開始投入製作，明顯地所有的主要演員，包括了三位主角、庫倫家族各成員，和查理·史旺都會於兩集裡回來演出。
小演員姬斯蒂·伯克（Christie Burke）、雷切爾·聖蓋萊（Rachel St. Gelais）、塞拉·皮特金（Sierra Pitkin）和伊麗莎·法里亞（Eliza Faria）於電影中飾演不同年齡的芮妮思蜜。

### 前期拍攝
2009年8月，梅利莎·羅森堡表示電影的上集和下集部分已完成了75％至85％。她發現編寫劇本的最大挑戰是《下集》的最後一幕：「最後的戰鬥場面是個大挑戰，因為它持續25頁。」她說。「這幾乎是一個三個主角完整的故事。你必須跟蹤著（保持著同一設定上）數百個角色。這是在頁面上編排的一個巨大挑戰，然後讓導演比爾·康頓在舞台上編排。」她寫了各個場景的草稿，但當時尚未修訂或跟導演討論。她說：「下一個大障礙就是跟特技協調員坐下來並創作芭蕾舞舞步。這是很大的工作量，使我筋疲力盡，但我們想把它們製作成最好的劇本。」威克·戈弗雷稱《下集》為「一部涉及生死攸關的動作電影」，並說《上集》為「即使在一部奇幻電影中，也會可能發生新婚的緊張關係，婚姻並不是他們認為的那樣。」康頓認為《上集》是作為嘉芙蓮·赫域姬電影的真正伴侶，他解釋說：「就好像一切在那裡設置，就在這裡解決。我希望你會發現這部電影有風格和有其他的點頭。」
戈弗雷曾考慮以3D電影發行《下集》，以區分貝拉成為吸血鬼之前後的時間，這個想法最初於《暮光之城：蝕》時提出，但他說這個決定取決於導演康頓。然而，他說若要以3D形式發行《下集》，他希望能像2009年的《阿凡達》一樣以適當的裝置來製作真正的3D，而不是如《人‧神‧魔戰》般在後期製作中將它轉換作3D。2012年2月12日，電影方面確認《下集》將不會以3D方式拍攝。
在2010年6月，梅利莎·羅森堡在接受訪問時表示，決定分拆電影的事其實還未有決定，因為她的劇本還在起草階段。「我希望總結為『貝拉是人類』與『貝拉是吸血鬼』」，她說，這暗示著一個潛在的分割點。她認為比爾·康頓可能會不同意她的說法，並解釋這個決定最終也是由他決定。
後來於2011年1月，威克·戈弗雷確實《上集》內容將包括愛德華與貝拉的婚禮、他們的蜜月之旅、貝拉的懷孕，與芮妮思蜜的出生，直至貝拉變成吸血鬼前就完結。作為製片人希望觀眾通過貝拉轉變成吸血鬼，了解到她的情感歷程。《下集》將會隨著她的轉變，在她的吸血鬼生活中「首個令人振奮的時刻」，和跟伏圖里家族之間的最後交鋒。戈弗雷也確認《上集》會按照小說的故事情節，它脫離了貝拉的故事，並切換到雅各的觀點，「這裡有一個感覺，貝拉與庫倫家族（愛德華和他的吸血鬼家族）跟她懷孕的協議，雅各與外面的世界仍然在轉動。」他解釋。然而，梅爾在2011年3月的《今日美國》的訪問中表示，當貝拉在《上集》以吸血鬼的身分張開眼睛時，電影便會完結。

### 拍攝
主體拍攝於2010年11月1日開始。拍攝取景分別於路易斯安那州的巴吞魯日和新奧爾良、卑詩省的溫哥華、紐約，拍攝也在巴吞魯日的名角電影公司進行。
在2011年2月和3月上旬，隨著貝拉成為吸血鬼的場景，在加拿大拍攝大部分的戶外鏡頭。電影於溫哥華拍攝加拿大的首個場景，然而由於2011年3月11日日本9級地震後所造成的海嘯警報，演員和攝製隊緊急撤離當地。電影的女發言人托妮·阿特伯里（Toni Atterbury）說：「攝製隊為安全起見轉移到高地，和拍攝進度被推遲了幾個小時，但工作在一天內完成。」因此拍攝重新設置於加拿大的不列顛哥倫比亞省的史戈米殊，但也有些鏡頭是攝於溫哥華的奧芬劇院，拍攝時劇場各入口都得到溫哥華的警察覆蓋駐守。
截至2011年4月15日，大部分演員都完成了自2008年3月以來3年的拍攝工作。但是在4月22日，劇組增加了被認為是適合用作蜜月場景的地方，他們在加勒比海的聖湯馬斯島拍攝額外場景。在正式拍攝的最後一天，姬絲汀·史超域、羅拔·柏迪臣與拍攝隊在海上拍攝了一整天，然後他們出去在沙灘上舉行了一個雞尾酒會並欣賞日落，那是她以貝拉身分的最後一天和最後一刻時，她表示：「在這個場景後，我的最後一場戲分，我感到自己能升到夜空上，和我身體的每個毛孔都輕了，我覺得比我以往在生活中感受過的更輕。」而柏迪臣認為那天是「令人驚嘆的」，並說：「然後我問問自己，為何我們在過去那四年沒有這樣做過？在這四年來的所有困難時刻都頓時消失了。」
在2012年4月，演員們和製作團隊，包括柏迪臣及史超域都回來跟一些特技人員為特技工作而補拍一些額外鏡頭。然而這些補拍鏡頭並不包括在任何新的場景與對白。

### 特效
蒂皮特工作室於2009年2月開始利用電腦合成來研究製作狼群，而生物的外觀已在演變，在三位導演的投入下，讓整個故事的過程中使照片變得更加逼真。埃里克·萊文（Eric Leven）說：「這些狼在擬人化方面有著微妙的平衡」，「康頓希望確保我們對那裡的人類或變形者有所了解。對比爾來的說，找到人類表現與動物表現之間的平衡是很重要的」。萊文補充說：「比爾一直把狼當作是角色而不是電腦合成的東西，並以與指導演員的相同的方式指導它們。他總會給我們指示，就像山姆應該比較憤怒一樣。這是最好的工作方式。他對待這些生物就如角色一樣，而不只是電腦位元，真的很棒。」
「由於我們長期從事這個系列的工作，我們已經能夠從一個節目到另一個節目中改善外觀」菲爾·蒂皮特（Phil Tippett）評論說。「狼一般都是很乾淨的，而由於康頓希望狼群更加四肢修長，這意味著更多的毛皮會以褪光處理和叢集在一起，就像牠們在森林裡過活。我們趨向於更加野性。」蒂皮特補充說：「然而在外觀和技術之間也要保持平衡」。「當狼的數量正在增加而我們要添加更多的毛髮以獲得正確的紋理，因此那些毛髮確實增加了渲染的時間。我們在下集裡把4隻狼變成8隻至12隻，再增加至16隻。因此，我們必須非常小心地處理這種平衡，因為渲染每隻狼需要數百個小時。」

### 電影音樂
據透露《下集》的電影原聲碟已於2012年1月開始製作。《吸血新世紀》及《吸血新世紀4：破曉傳奇上集》的作曲人卡特·柏韋爾回歸製作該系列的最後一張原聲配樂專輯。配樂事前已確定包括了Iko的《鐵石心腸》，那是愛德華和貝拉找到愛麗絲的筆記後在小屋裡聊天時播放的歌曲，以及Passion Pit的《我來自哪裏》，是貝拉從她的轉變後甦醒過來時播放的歌。電影原聲碟的主打單曲是美國搖滾樂隊Green Day的歌曲《被遺忘》，而美國歌手克里斯蒂娜·佩里的作品《A Thousand Years（第二版）》也出現於電影原聲配樂中。
2012年10月4日，《吸血新世紀4：破曉傳奇下集原聲大碟》的曲目於被披露，包括專輯中的首支單曲。該原聲大碟於2012年11月13日發行，是該電影系列的第5張原聲大碟。
原聲大碟在2012年於美國售出229,000張，成為該年度最暢銷的原聲唱片的第三位。截至2013年4月，原聲碟已售出303,000張。
《暮光之城：破曉 (下集) 的原聲大碟》原聲帶曲目
| 曲序     | 曲目                                                | 作曲                         | Scene                                                                              | 时长  |
| -------- | --------------------------------------------------- | ---------------------------- | ---------------------------------------------------------------------------------- | ----- |
| 1.       | Where I Come From（我來自哪裡）                     | Passion Pit                  | Bella完成轉變後在鏡中看見自己。                                                    | 3:39  |
| 2.       | Bittersweet（苦中帶甜）                             | Ellie Goulding及Sonny Moore  | 第三首片尾曲。                                                                     | 3:56  |
| 3.       | The Forgotten（被遺忘）                             | Green Day                    | 第二首片尾曲。                                                                     | 4:59  |
| 4.       | Fire in the Water（水中的火）                       | Feist                        | Bella與Edward在小屋裡親熱。                                                        | 2:30  |
| 5.       | Everything and Nothing（所有與沒有）                | The Boom Circuits            | Emmett、Jasper、Alice和Esme完成小屋的建築，並返家慶祝Bella作為人類的最後一個生日。 | 4:25  |
| 6.       | The Antidote（對抗手段）                            | St. Vincent                  | Bella跟Emmett進行手臂角力。                                                        | 3:39  |
| 7.       | Speak Up（大聲說）                                  | POP ETC                      | Cullen家族跟證人們道別，期間Alice看見Renesmee和Jacob的預像。                       | 4:40  |
| 8.       | Heart of Stone（鐵石心腸）                          | Iko                          | Bella與Edward送別Alice和Jasper後，二人在小屋裡的情景。                             | 3:53  |
| 9.       | Cover Your Tracks（覆蓋你的軌跡）                   | A Boy and His Kite           | Bella與Edward首次進到小屋。                                                        | 4:31  |
| 10.      | Ghosts（鬼魂）                                      | James Vincent McMorrow       | Bella駕車回到西雅圖，她意識到自己與Edward將在戰鬥中死亡，她失去了最後的希望。      | 3:45  |
| 11.      | All I've Ever Needed（我所需要的一切）              | Paul McDonald and Nikki Reed | 第五首片尾曲。                                                                     | 3:56  |
| 12.      | New for You（新的你）                               | Reeve Carney                 | 第四首片尾曲。                                                                     | 3:10  |
| 13.      | A Thousand Years (Part. 2)（featuring Steve Kazee） | Christina Perri              | Bella與Edward在叢林中；第一首片尾曲。                                              | 5:07  |
| 14.      | Plus que ma propre vie（More Than My Own Life）     | Carter Burwell               | 出現在整個電影中的各種場景。                                                       | 4:15  |
| 总时长： | 总时长：                                            | 总时长：                     | 总时长：                                                                           | 53:05 |

## 市場

### 推廣
2012年3月23日，《暮光之城：破曉（下）》的預告片與另一齣電影《飢餓遊戲》的首映同日推出。

### 票房
《暮光之城：破曉（下）》於北美票房賺得$292,324,737美元，而其他地區賺得$537,360,640，全球總計收益得$829,685,377美元。該電影是2012年最高電影票房的第六位，及該系列中票房最高的電影。它在全球的開畫票房賺得$3.409億美元，是有史以來最大營業額的第八位，亦是《吸血新世紀》系列中規模最大的一輯，也是夏季以外時期發行最大銷售量的電影。
在北美，這部電影在周四晚及午夜場次的票房收入為$3,040萬美元，達到最高午夜總票房的第三位，以及該系列最高午夜場次的總收益。《暮光之城：破曉（下）》在開畫當天就獲得$7,120萬美元的收益，是開畫日及單日票房的第六位，以及是該系列的第三高。在開畫首個周末，這部電影賺得$1.411億美元，是有史以來票房最高的第13個周末，也是該系列最高收入的第二位，11月以來最大的開畫票房第三位，和2012年的最大營業額的第四位。在第二個周末保持著第一位的位置，在為期三天的長周末假期票房下跌了69.1％，總收入為$4,360萬美元，並在為期五天的感恩節假期的周末收益共$6,440萬美元。在其第三個周末，電影再次保持第一名的位置，票房下跌了60.1％，賺得$1,740萬美元。它是繼《新月》和《暮光之城：蝕》後，成為了該系列的票房第三位的電影。
在北美以外的地區，電影於2012年11月14日（星期三）在六個國家上映，票房收入為$1,380萬美元。到了星期四，電影已在37個地區開畫，賺得$3,880萬美元。在所有地區中，其開畫票房的收益都跟所有前作都相似或更高。在開畫的星期五，電影擴展至61個地區上映後，賺得$9,100萬美元。在開畫周末結束時（周三至周日），電影於61個地區的12,812個影院獲得系列中最高的$1.995億美元的開畫票房，這是北美以外地區最高開畫票房的第八位，及2012年最大的開畫票房。電影於82個地點的IMAX放映產生了$300萬美元的收入。這部電影的首映最大票房的紀錄分別在英國、愛爾蘭和馬耳他（$2,520萬美元）、俄羅斯及獨聯體國家（$2,200萬美元）、法國和馬格里布地區（$1,790萬美元）。在西班牙，它以$1,190萬美元創下了周末開畫三天的紀錄。在總收入中，它僅次於北美後，三個最高收入的市場分別是英國、愛爾蘭和馬耳他（$5,790萬美元）、巴西（$5,420萬美元）、俄羅斯及獨聯體國家（$4,280萬美元）。

### 評價
電影從評論員那裡獲得褒貶不一的評價，但這些評論較其前作更好得多。在《爛番茄》網站，電影根據193個評論，獲得49％的評分，其關鍵共識寫道：「這是最富娛樂性的《吸血新世紀》，但這還不足以讓尚未把自己視為該系列的影迷們值得去看《破曉（下）》。」在《Metacritic》上，根據31個評論，其平均得分為52／100。在《影院評分》上進行的民意調查，其平均等級為「A」。大部分的粉絲及評論都一致讚好尾聲中米高·辛作為伏圖里家族領導者的表現，以及李·佩斯飾演吸血鬼加勒特。
《荷里活報道》的托德·麥卡錫（Todd McCarthy）寫道：「這是不朽的貝拉／愛德華最後的浪漫愛情片，將為國際觀眾正想要的東西提供一個令人喘不過氣來的機會。」《娛樂週刊》的歐文·格里伯曼（Owen Gleiberman）說：「《破曉（下）》起步緩慢，但勢頭強勁，正因為貝拉和愛德華聯合起來對抗伏圖里家族，畫面上具一個真正的威脅。」《紐約郵報》的莎拉·史超域（Sara Stewart）寫道：「最終，有人以糟糕地把原材料寫下來，並停止如此認真的看待這事情。」《綜藝》的賈斯汀·張（Justin Chang）讚揚史超域的表現，說：「這位貝拉不再是一個愁眉不展的、咬著下唇情緒硬核的女孩，這個貝拉焦慮不安、野性、強大而充滿活力，甚至是在高於那崇高的吸血兄弟們之上的一個女神。」《紐約時報》的曼諾拉·達吉斯（Manohla Dargis）說：「儘管起步緩慢，但康頓先生還是以精緻流暢的風格結束了這個系列。他為粉絲們獻上所有他們應得的可愛花朵、經過護理的頭髮和淡淡的色情，還有夢幻般的吻。」
《芝加哥太陽報》的羅渣·伊拔從四顆星中給了這部電影兩顆星，說：「它的觀眾，確實非常認真的對待這些電影，深深地喝著它的血。那激動人心的尾聲不能被指責為留下一個漏洞，甚至連我們都不知道的漏洞都沒有。」他總結說：「《破曉（下）》必定是任何主要系列電影中最嚴肅的作品之一...它咬著子彈，我想粉絲們會很高興的。」《帝國雜誌》的海倫·奧哈拉（Helen O'Hara）給這部電影好壞參半的評論，並說：「影迷們將處於高潮；而其他觀眾會感到困惑，但一般都會被傳奇故事中的浪漫愛情所娛樂，而其浪漫只跟它的怪誕互相匹配」。

## 家庭影院
2013年3月2日，《吸血新世紀：破曉（下）》推出DVD與藍光影碟。截至2014年6月1日，《吸血新世紀：破曉（下）》分別售出4,810,249張DVD（賺得$71,418,469美元）及1,224,869張藍光影碟（賺得$24,472,107美元），合計收益為$99,195,325美元。

## 分拆
2016年9月，獅門影視公司的聯合主席帕特里克·沃克斯伯格（Patrick Wachsberger）表示，續集只有「一種可能」，但只在史蒂芬妮·梅爾想製作一個的話才會繼續下去。2017年8月8日，《綜藝》報導稱，獅門影業的CEO喬恩·費爾特海默有興趣為吸血新世紀系列製作衍生作品，並希望創建一個作者房間來探索這個想法。

## 獎項
| Year | Award                  | Category                             | Recipients                                                                          | Result |
| ---- | ---------------------- | ------------------------------------ | ----------------------------------------------------------------------------------- | ------ |
| 2013 | 帝國電影院 另類電影獎  | 最佳螢幕情侶                         | 羅拔·柏迪臣（愛德華·庫倫）與 姬絲汀·史超域（貝拉·史旺）                             | 獲獎   |
| 2013 | 帝國電影院 另類電影獎  | 最佳螢幕接吻                         | 羅拔·柏迪臣（愛德華·庫倫）與 姬絲汀·史超域（貝拉·史旺）                             | 獲獎   |
| 2013 | 帝國電影院 另類電影獎  | 最佳打鬥場景                         | 《吸血新世紀4：破曉傳奇（下）》                                                     | 獲獎   |
| 2013 | 帝國電影院 另類電影獎  | 最佳電影反派                         | 米高·辛（阿羅）                                                                     | 獲獎   |
| 2013 | 帝國電影院 另類電影獎  | 最佳男性體型                         | 泰勒·洛特納（雅各·布萊克）                                                          | 獲獎   |
| 2013 | 金酸莓獎               | 最糟糕電影                           | 《吸血新世紀4：破曉傳奇（下）》                                                     | 獲獎   |
| 2013 | 金酸莓獎               | 最糟糕男主角                         | 羅拔·柏迪臣                                                                         | 提名   |
| 2013 | 金酸莓獎               | 最糟糕女主角                         | 姬絲汀·史超域 （以《吸血新世紀4：破曉傳奇（下）》及《白雪公主之魔幻復仇記》的名義） | 獲獎   |
| 2013 | 金酸莓獎               | 最糟糕男配角                         | 泰勒·洛特納                                                                         | 獲獎   |
| 2013 | 金酸莓獎               | 最糟糕女配角                         | 艾希莉·葛林                                                                         | 提名   |
| 2013 | 金酸莓獎               | 最糟糕螢幕情侶                       | 麥姬絲·霍兒 與 泰勒·洛特納                                                          | 獲獎   |
| 2013 | 金酸莓獎               | 最糟糕螢幕情侶                       | 羅拔·柏迪臣 與 姬絲汀·史超域                                                        | 提名   |
| 2013 | 金酸莓獎               | 最糟糕前傳/翻拍/冒牌翻錄或延續篇電影 | 《吸血新世紀4：破曉傳奇（下）》                                                     | 獲獎   |
| 2013 | 金酸莓獎               | 最糟糕導演                           | 比爾·康頓                                                                           | 獲獎   |
| 2013 | 金酸莓獎               | 最糟糕編劇                           | 梅麗莎·羅森堡及史蒂芬妮·梅爾                                                        | 提名   |
| 2013 | 金酸莓獎               | 最糟糕螢幕團隊                       | 《吸血新世紀4：破曉傳奇（下）》的整個團隊                                           | 獲獎   |
| 2013 | MTV影視大獎            | 最佳赤裸表現                         | 泰勒·洛特納                                                                         | 獲獎   |
| 2013 | Moviefone Fonie 頒獎禮 | 最極端的角色調整獎                   | 姬絲汀·史超域 （以《吸血新世紀4：破曉傳奇（下）》及《浪蕩青春》的名義）             | 獲獎   |
| 2013 | 兒童票選獎             | 最喜愛電影女演員                     | 姬絲汀·史超域                                                                       | 獲獎   |
| 2013 | 英國兒童票選獎         | 最喜愛英國演員                       | 羅拔·柏迪臣                                                                         | 獲獎   |
| 2013 | 人民選擇獎             | 最喜愛電影粉絲追蹤                   | Twihards                                                                            | 獲獎   |
| 2013 | 李察·艾登布祿電影獎    | 英國年度表演者                       | 羅拔·柏迪臣                                                                         | 獲獎   |
| 2013 | 維珍媒體獎             | 炙手可熱的電影男演員                 | 羅拔·柏迪臣                                                                         | 獲獎   |
| 2013 | 維珍媒體獎             | 炙手可熱的電影女演員                 | 姬絲汀·史超域                                                                       | 獲獎   |
| 2013 | 青年藝術家獎           | 長片最佳表演—最佳年輕女配角          | 麥姬絲·霍兒                                                                         | 提名   |
| 2013 | Teen材大獎             | 選擇電影：浪漫女演員                 | 姬絲汀·史超域                                                                       | 獲獎   |
| 2013 | Teen材大獎             | 選擇電影：場景偷竊者                 | 基倫·路斯                                                                           | 獲獎   |
| 2013 | Teen材大獎             | 選擇電影：科幻/幻想男演員            | 泰勒·洛特納                                                                         | 獲獎   |
| 2013 | Teen材大獎             | 選擇電影：科幻/幻想女演員            | 姬絲汀·史超域                                                                       | 獲獎   |
| 2013 | Teen材大獎             | 選擇電影：科幻/幻想電影              | 《吸血新世紀4：破曉傳奇（下）》                                                     | 獲獎   |
| 2013 | Teen材大獎             | 選擇電影：浪漫男演員                 | 羅拔·柏迪臣                                                                         | 獲獎   |
| 2013 | Teen材大獎             | 選擇電影：愛情浪漫                   | 《吸血新世紀4：破曉傳奇（下）》                                                     | 獲獎   |

## 外部連結
- 官方网站
- 互联网电影数据库（IMDb）上《The Twilight Saga: Breaking Dawn – Part 2》的资料（英文）
- Metacritic上《The Twilight Saga: Breaking Dawn – Part 2》的資料（英文）
- Box Office Mojo上《The Twilight Saga: Breaking Dawn – Part 2》的資料（英文）
- 爛番茄上《The Twilight Saga: Breaking Dawn – Part 2》的資料（英文）